# Blocco Egiziano
Il Blocco Egiziano (in arabo الكتلة المصرية‎?, al-Kutla al-Miṣriyya) è un'alleanza elettorale egiziana formata da diversi partiti e movimenti politici liberali, socialdemocratici e di sinistra ma anche dal Partito Sufi di Liberazione, d'impianto conservatore, per contrastare la paventata probabile vittoria dei Fratelli Musulmani e del loro affiliato Partito Libertà e Giustizia nelle elezioni parlamentari egiziane del 2011.

## Costituzione
I 15 gruppi che costituiscono il Blocco Egiziano condividono la comune visione dell'Egitto come "Stato civile e democratico" e temono che in caso di vittoria  dei fondamentalisti, nelle elezioni del novembre 2011 l'Egitto possa tramutarsi in uno Stato islamico in cui l'appartenenza alla religione dominante e la militanza diventino un fattore dirimente nella guida dei giochi politici, economici e culturali del Paese.
La costituzione della coalizione è stata annunciata pubblicamente il 15 agosto 2011 al Cairo. L'obiettivo dell'assemblea costituente del partito è stato subito quello di presentare una lista unica di candidati alle elezioni parlamentari, di raccogliere insieme i necessari fondi per finanziare le spese della campagna. L'alleanza appoggia la proposta del Primo ministro Isam Sharaf di un "decreto costituzionale" che possa impedire ai fondamentalisti l'emendamento unilaterale della Costituzione provvisoria, approvata nel 2011, o l'approntamento di una nuova Carta costituzionale, anche in caso di vittoria elettorale e di una maggioranza parlamentare dei fondamentalisti. Gli analisti vedono la formazione come un "tentativo finale" del campo liberale e secolare di contrastare l'avanzata dei consensi della Fratellanza Musulmana nel panorama politico dell'Egitto post-rivoluzionario.

## Programma
Le ambizioni programmatiche dell'alleanza sono quelle di istituire in Egitto uno Stato moderno e civile, in cui la scienza giochi un ruolo importante, e di creare una struttura statale in cui dominino l'eguaglianza e la giustizia sociale. I fini che si propone il Blocco includono anche una speciale attenzione per assicurare un miglior standard di vita alla parte più povera della popolazione, indicando gli snodi fondamentali nell'istruzione, nella sanità e nell'assegnazione di abitazioni decenti. Invoca una democrazia pluralistica e multipartitica e rifiuta ogni discriminazione religiosa, razziale e sessuale.

## Sviluppo
Anche numerosi leader di spicco dello storico partito nazional-liberale del Neo-Wafd sono confluiti nell'alleanza, malgrado il partito non abbia aderito al Blocco.
A fine ottobre 2011, il Partito dell'Alleanza Socialista Popolare e il Partito Comunista Egiziano hanno rotto i contatti col Blocco Egiziano, affermando che il Blocco includeva elementi del vecchio regime e hanno dato vita alla Coalizione delle Forze Socialiste. Il Partito Socialista egiziano ha seguito questo esempio.
Ai primi di novembre del 2011, molte altre forze hanno abbandonato il Blocco, e sono rimasti a far parte dell'alleanza solo il Partito dei Liberi Egiziani, il Partito Socialdemocratico Egiziano e il Tagammuʿ.
I partiti che hanno abbandonato il Blocco hanno fondato nel settembre 2012 la Coalizione Rivoluzionaria Democratica, coinvolgendo anche altre forze sindacali e di movimento.

## Organizzazioni componenti
Partiti e organizzazioni che rimangono a far parte del Blocco
- Partito dei Liberi Egiziani
- Partito Socialdemocratico Egiziano
- Tagammuʿ

Componenti iniziali del Blocco (agosto 2011)
- Partito Egiziano della Libertà[6]
- Partito Comunista Egiziano[6]
- Partito del Fronte Democratico[1]
- Partito della Consapevolezza[6]
- Partito Sufi di Liberazione[1]
- Partito dell'Alleanza Socialista Popolare[7] (uscito in ottobre)[8]
- Partito Socialista d'Egitto[7] (uscito in ottobre)[8]

Organizzazioni sociali e sindacali
- Associazione Nazionale per il Cambiamento[6]
- Consiglio nazionale[6]
- Sindacato degli Agricoltori[1]
- Unione Popolare dei Lavoratori[6]